# Championnat de France de football 1936-1937
Navigation
1935-1936 1937-1938
Le championnat de France de football 1936-1937 est la cinquième édition du championnat de France de football professionnel.
La première division, ou « Division nationale », compte seize clubs. Elle est remportée pour la première fois par l'Olympique de Marseille, qui devance le FC Sochaux à la moyenne de buts (goal average).

## Clubs participants
| \| FC Antibes AS Cannes SC Fives Olympique lillois Olympique de Marseille FC Metz FC Mulhouse RC Paris Red Star Stade rennais UC Excelsior AC Roubaix RC Roubaix FC Rouen FC Sète FC Sochaux RC Strasbourg \| Localisation des clubs engagés dans le championnat. |
| FC Antibes AS Cannes SC Fives Olympique lillois Olympique de Marseille FC Metz FC Mulhouse RC Paris Red Star Stade rennais UC Excelsior AC Roubaix RC Roubaix FC Rouen FC Sète FC Sochaux RC Strasbourg                                                           |

Des seize clubs participants, dix sont des clubs fondateurs et deux sont promus de deuxième division pour la première fois, le RC Roubaix et le FC Rouen. Tous s'affrontent dans une poule unique en matchs aller-retour.
| Club                   | En D1 depuis |
| ---------------------- | ------------ |
| FC Antibes             | 1932         |
| AS Cannes              | 1932         |
| SC Fives               | 1932         |
| Olympique lillois      | 1932         |
| Olympique de Marseille | 1932         |
| FC Metz                | 1935         |
| FC Mulhouse            | 1934         |
| RC Paris               | 1932         |
| Red Star Olympique     | 1934         |
| Stade rennais UC       | 1932         |
| Excelsior AC Roubaix   | 1932         |
| RC Roubaix             | 1936         |
| FC Rouen               | 1936         |
| FC Sète                | 1932         |
| FC Sochaux             | 1932         |
| RC Strasbourg          | 1934         |

## Résumé de la saison
L'Olympique de Marseille remporte le premier de titre de champion de France de son histoire, au bout d'une bataille encore plus serrée que les précédentes. L’Olympique lillois, qui remporte ses huit premiers matchs de la saison, est en tête pendant le premier tiers du championnat. Suivent en tête le RC Strasbourg, puis le FC Rouen, promu, et le Racing de Paris, tenant du titre. Finalement les Marseillais prennent la tête après 22 journées et ne la quittent pas.
Le souvenir de la saison 1933-1934, où Marseille avait perdu inexplicablement le titre lors des derniers matchs, reste cependant vivace, surtout après que Sochaux ait infligé, lors de l'avant-dernière journée, leur seule défaite à domicile aux Marseillais (1-0). Mais ceux-ci l'emportent le dernier jour et sont sacrés à la moyenne de buts (goal average), une première fois dans l'histoire de la compétition. La moyenne de buts, quotient des buts marqués sur les buts encaissés (à ne pas confondre avec la différence de buts qui entrera en vigueur plus tard), est en effet de 1,76 pour l'Olympique de Marseille (69:39) contre 1,33 seulement pour le FC Sochaux (56:42).
Parmi les vedettes de l'équipe marseillaise, les supporters célèbrent en particulier le jeune avant-centre Mario Zatelli, meilleur buteur français du championnat, et le spectaculaire gardien brésilien Jaguaré Vasconcellos.
Parmi les joueurs vedettes du championnat, Jean Nicolas marque les esprits en inscrivant quatre des sept buts de la victoire du FC Rouen sur le Red Star (7-1, 4e journée)... et en récidivant la journée suivante sur le terrain du RC Paris (2-4). 

## Compétition

### Résultats
| Résultats (▼dom., ►ext.)                                   | OM  | FCSM | RCP | FCR | OL  | RCS | FCMe | EACR | RSO | FCS | SCF | RCR | FCA | ASC | SRUC | FCMu |
| Olympique de Marseille                                     |     | 0-1  | 4-1 | 3-0 | 2-1 | 4-0 | 4-0  | 4-4  | 3-2 | 2-1 | 1-0 | 4-1 | 2-0 | 2-0 | 3-0  | 5-1  |
| FC Sochaux                                                 | 3-1 |      | 2-1 | 2-0 | 1-1 | 3-2 | 2-1  | 2-1  | 4-2 | 6-2 | 1-0 | 2-0 | 2-0 | 1-1 | 1-0  | 5-1  |
| RC Paris                                                   | 1-1 | 1-0  |     | 2-4 | 3-0 | 2-2 | 2-0  | 3-6  | 4-2 | 4-1 | 3-2 | 2-0 | 2-1 | 2-1 | 3-1  | 4-1  |
| FC Rouen                                                   | 1-0 | 6-1  | 0-1 |     | 0-2 | 2-1 | 3-2  | 2-1  | 7-1 | 5-0 | 2-1 | 4-0 | 5-1 | 2-2 | 1-0  | 4-2  |
| Olympique lillois                                          | 2-1 | 2-1  | 1-0 | 3-3 |     | 1-2 | 5-0  | 5-4  | 0-0 | 2-0 | 1-3 | 2-3 | 3-2 | 4-3 | 3-1  | 1-1  |
| RC Strasbourg                                              | 1-0 | 3-2  | 0-0 | 4-0 | 2-1 |     | 1-1  | 0-1  | 3-0 | 1-1 | 1-1 | 5-1 | 2-1 | 1-3 | 3-0  | 7-2  |
| FC Metz                                                    | 3-1 | 2-2  | 3-1 | 4-4 | 2-1 | 0-0 |      | 2-1  | 4-0 | 4-0 | 1-3 | 4-0 | 1-0 | 3-1 | 2-1  | 8-1  |
| Excelsior AC Roubaix                                       | 0-3 | 1-0  | 4-2 | 0-0 | 0-1 | 3-3 | 2-2  |      | 2-2 | 3-1 | 4-1 | 3-2 | 1-2 | 5-0 | 3-1  | 5-1  |
| Red Star Olympique                                         | 0-5 | 2-2  | 2-0 | 0-1 | 2-1 | 1-1 | 2-1  | 3-2  |     | 1-0 | 0-0 | 2-2 | 3-1 | 3-3 | 0-1  | 3-2  |
| FC Sète                                                    | 2-2 | 1-1  | 3-0 | 2-0 | 3-0 | 1-0 | 3-0  | 2-0  | 2-1 |     | 2-1 | 2-1 | 4-0 | 0-0 | 1-1  | 4-1  |
| SC Fives                                                   | 4-3 | 0-1  | 1-3 | 2-1 | 1-0 | 2-0 | 6-0  | 6-2  | 1-2 | 3-2 |     | 3-2 | 1-1 | 1-2 | 5-1  | 3-0  |
| RC Roubaix                                                 | 2-2 | 3-2  | 2-0 | 3-0 | 0-1 | 2-1 | 1-2  | 0-2  | 2-3 | 1-1 | 2-1 |     | 5-3 | 2-1 | 4-3  | 4-1  |
| FC Antibes                                                 | 1-3 | 1-3  | 1-3 | 1-1 | 2-2 | 1-6 | 2-2  | 3-0  | 2-0 | 2-1 | 5-2 | 2-3 |     | 4-1 | 1-0  | 3-2  |
| AS Cannes                                                  | 3-0 | 2-1  | 1-2 | 4-1 | 0-2 | 0-0 | 5-1  | 1-4  | 0-2 | 2-2 | 0-0 | 0-0 | 2-3 |     | 1-2  | 6-4  |
| Stade rennais UC                                           | 3-1 | 1-1  | 1-3 | 0-1 | 0-0 | 2-1 | 5-1  | 5-4  | 1-3 | 3-1 | 1-0 | 1-1 | 0-1 | 0-2 |      | 1-2  |
| FC Mulhouse                                                | 1-3 | 4-1  | 0-2 | 3-2 | 1-3 | 1-9 | 2-4  | 1-4  | 1-3 | 1-1 | 1-0 | 2-1 | 2-3 | 1-1 | 5-2  |      |
| - Victoire à domicile - Match nul - Victoire à l'extérieur |     |      |     |     |     |     |      |      |     |     |     |     |     |     |      |      |

### Classement final[1]
| Rang | Équipe                 | Pts | J  | G  | N | P  | Bp | Bc  | GA    |
| ---- | ---------------------- | --- | -- | -- | - | -- | -- | --- | ----- |
| 1    | Olympique de Marseille | 38  | 30 | 17 | 4 | 9  | 69 | 39  | 1,769 |
| 2    | FC Sochaux C           | 38  | 30 | 16 | 6 | 8  | 56 | 42  | 1,333 |
| 3    | RC Paris T             | 37  | 30 | 17 | 3 | 10 | 57 | 47  | 1,213 |
| 4    | FC Rouen P             | 35  | 30 | 15 | 5 | 10 | 62 | 48  | 1,292 |
| 5    | Olympique lillois      | 34  | 30 | 14 | 6 | 10 | 51 | 43  | 1,186 |
| 6    | RC Strasbourg          | 33  | 30 | 12 | 9 | 9  | 62 | 39  | 1,590 |
| 7    | FC Metz                | 32  | 30 | 13 | 6 | 11 | 60 | 61  | 0,984 |
| 8    | Excelsior AC Roubaix   | 31  | 30 | 13 | 5 | 12 | 72 | 60  | 1,200 |
| 9    | Red Star Olympique     | 31  | 30 | 12 | 7 | 11 | 47 | 58  | 0,810 |
| 10   | FC Sète                | 30  | 30 | 11 | 8 | 11 | 46 | 48  | 0,958 |
| 11   | SC Fives               | 28  | 30 | 12 | 4 | 14 | 54 | 45  | 1,200 |
| 12   | RC Roubaix P           | 27  | 30 | 11 | 5 | 14 | 50 | 61  | 0,820 |
| 13   | FC Antibes             | 26  | 30 | 11 | 4 | 15 | 50 | 64  | 0,781 |
| 14   | AS Cannes              | 25  | 30 | 8  | 9 | 13 | 48 | 55  | 0,873 |
| 15   | Stade rennais UC       | 20  | 30 | 8  | 4 | 18 | 38 | 58  | 0,655 |
| 16   | FC Mulhouse            | 15  | 30 | 6  | 3 | 21 | 48 | 102 | 0,471 |

Résultat
- Champion de France 1936-1937
- Vice-champion de France 1936-1937

Relégation
- 15e et 16e : relégation en Division 2

Abréviations
T : Tenant du titre

C : Vainqueur de la Coupe de France 1936-37

P : Promus de Division 2
En cas d'égalité entre deux clubs, le premier critère de départage est la moyenne de buts.

### Les champions de France
- Emmanuel Aznar, 10 matchs, 2 buts
- Jean Bastien, 25 matchs, 1 but
- Abdelkader Ben Bouali, 28 matchs
- Stéphano Bistolfi, 1 match
- Ferdinand Bruhin, 27 matchs
- Henry Conchy, 22 matchs
- Georges Dard, 1 match
- Raymond Durand, 21 matchs, 2 buts
- Arménak Erévanian, 8 matchs
- Joseph Gonzalès, 10 matchs
- Aristide Gorelli, 11 matchs
- Pierre Granier, 18 matchs
- Ignace Kowalczyk, 29 matchs, 6 buts
- Willy Kohut, 18 matchs, 6 buts
- Estevan Mester, 4 matchs
- Marcel Miquel, 11 matchs, 4 buts
- Franz Olejniczak, 3 matchs
- René Rebibo, 1 match
- Károly Sós, 7 matchs
- Jaguare de Besveconne Vasconcellos, 21 matchs
- Édouard Waggi, 4 matchs, 2 buts
- Edmond Weiskopf, 13 matchs, 12 buts
- Mario Zatelli, 21 matchs, 28 buts
- Émile Zermani, 26 matchs, 5 buts
- Entraîneur : Joszef Eisenhoffer

### Tableau d'honneur
| Montent en D1    | RC Lens          | US Valenciennes-Anzin |
| Descendent en D2 | Stade rennais UC | FC Mulhouse           |

## Statistiques
- Meilleure attaque : Excelsior AC Roubaix
- Meilleure défense : Olympique de Marseille et RC Strasbourg
- Plus mauvaise attaque : Stade rennais UC
- Plus mauvaise défense : FC Mulhouse

### Meilleurs buteurs

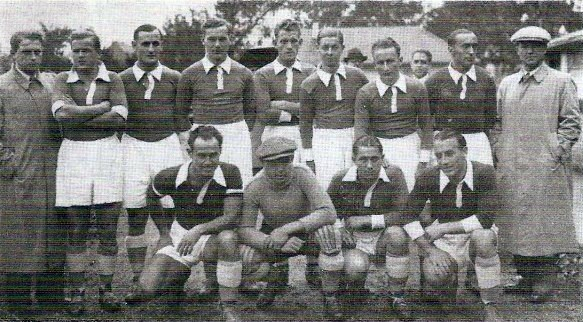
L'effectif 1936-1937 du RC Strasbourg, avec le meilleur buteur du championnat Oskar Rohr (debout, 2e à gauche).

| Place | Joueur                | Nationalité | Club                   | Buts |
| ----- | --------------------- | ----------- | ---------------------- | ---- |
| 1er   | Oskar Rohr            | Allemagne   | RC Strasbourg          | 30   |
| 2e    | Mario Zatelli         | France      | Olympique de Marseille | 28   |
| 3e    | Jean Nicolas          | France      | FC Rouen               | 27   |
| 4e    | Roger Couard          | France      | RC Paris               | 22   |
| -     | Henri Hiltl           | Autriche    | Excelsior AC Roubaix   | 22   |
| 6e    | Désiré Koranyi        | Hongrie     | FC Sète                | 18   |
| -     | Fernand Planquès      | France      | FC Antibes             | 18   |
| 8e    | Jules Bigot           | France      | Olympique lillois      | 17   |
| 9e    | Roger Courtois        | France      | FC Sochaux             | 16   |
| -     | Antoine Franceschetti | France      | AS Cannes              | 16   |
| -     | André Simonyi         | Hongrie     | Red Star Olympique     | 16   |